# Manoir de la Brairie
Le manoir de la Brairie est un édifice situé à Glos, en France.

## Localisation
Le monument est situé dans le département français du Calvados, à Glos, au lieu-dit Ferme de la Brairie, à 4 km environ au sud de Lisieux. 

## Historique
L'édifice est daté de la fin du XVe siècle, et c'est le plus ancien de la commune de Glos.
La commune de Glos conserve neuf manoirs. Trois manoirs sont situés non loin les uns des autres : le manoir du Fief de Bray, le manoir de Bray et le manoir de la Brairie, sans doute éléments du même fief à l'origine.
Le manoir est classé en totalité au titre des Monuments historiques depuis le 29 mars 2005.

## Architecture

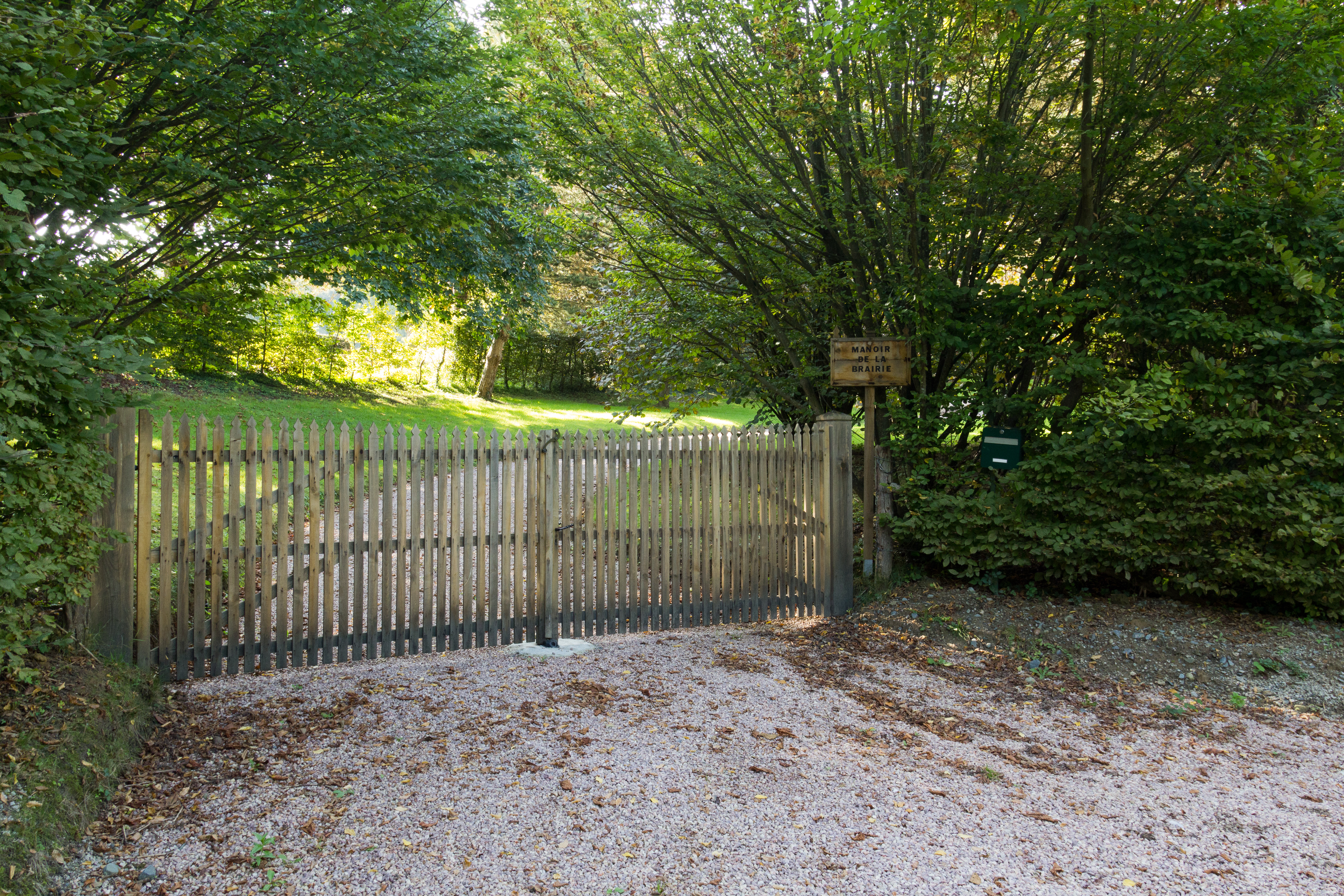
Portail du manoir

L'édifice s'apparente par sa construction à un manoir urbain. Il est constitué de deux constructions. La première comporte en particulier une grande lucarne. Le second est construit sur une cave du fait de la pente du terrain.
Le soubassement du manoir est en grès. La façade comporte 16 ouvertures. L'autre façade possède un escalier à vis dans une tourelle.
L'intérieur du manoir reste celui de la fin du XVe siècle avec en particulier des cheminées monumentales.